# コマルカルコ
コマルカルコ（Comalcalco）は、メキシコのタバスコ州の都市で、同名のムニシピオの筆頭市である。古代マヤ遺跡で有名である。

## 概要
コマルカルコとはナワトル語で「コマルの家の場所」を意味する。
コマルカルコは州都ビヤエルモサの北西に位置する。2010年現在で、コマルカルコは41,458人の人口がある。ムニシピオ全体では192,802人の人口がある。

## 遺跡

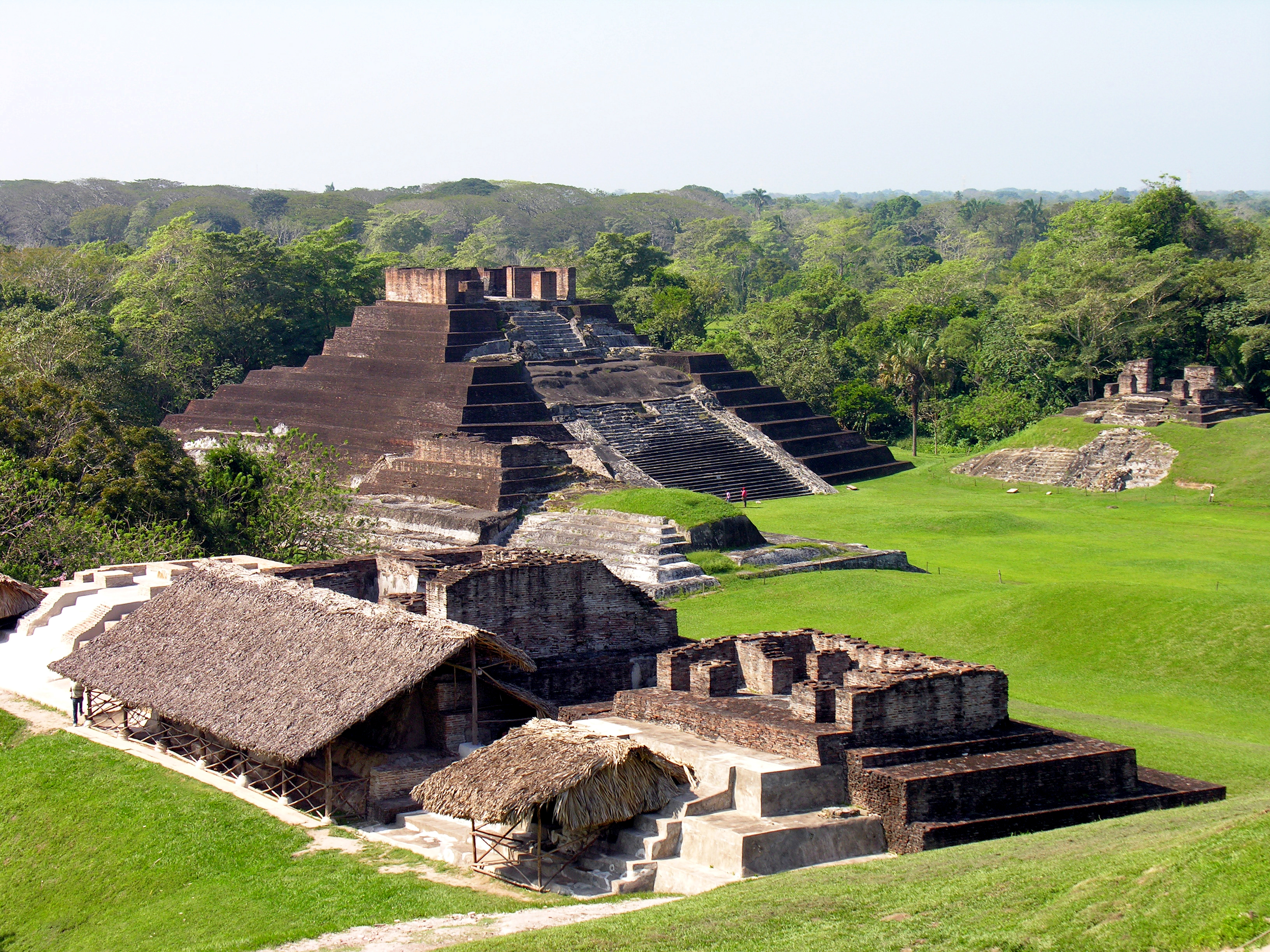
コマルカルコ遺跡

コマルカルコ遺跡は町の中心から2.5キロメートルほど北東に位置する古代マヤ遺跡で、古典期後期に栄えた。古典期にはホイ・チャン（結んだ空）と呼ばれた。土器および碑文からは、紀元前200年ごろから西暦950年ごろまで使われたと考えられる。
中央の大アクロポリスには長い宮殿といくつかの神殿がある。北の広場の東側に3つの神殿ピラミッドがある。遺跡にはベラクルス、イダルゴ、グアテマラの石器や中央メキシコの影響を受けた図像が見られる。もっとも大きな建造物はパレンケの建物をモデルにして造られた。
マヤ遺跡のうちでもっとも西に位置し、他の遺跡とは異なる点が多い。雨が多いため、陶製の管を使った排水施設を備えている。また住居などの建造物は人工のマウンドの上に建てられる。石灰岩がないため、他のマヤ低地の遺跡と異なって焼いたレンガを使い、近くのメキシコ湾から採れるカキの殻を焼いて作ったセメントで接着することによって建造物を造った。焼く前のレンガの表面をひっかくことで作られた無数の落書きが残っているが、なぜこのようなことをしたのかはわかっていない。
コマルカルコ遺跡は1869年にカール・ベレントによって発見され、デジレ・シャルネの1887年の本によって有名になった。1925年にテュレーン大学のフランス・ブロムとオリヴァー・ラファージによって調査が行われた。ブロムは中央のアクロポリスにある宮殿の西側からレンガ造りの墓を発見した。